# Ажанвил
Ажанвил (фр. Agenville) насеље је и општина у североисточној Француској у региону Пикардија, у департману Сома која припада префектури Амјен.
По подацима из 2011. године у општини је живело 111 становника, а густина насељености је износила 33,64 становника/km². Општина се простире на површини од 3,3 km². Налази се на средњој надморској висини од 140 метара (максималној 136 m, а минималној 88 m).

## Демографија
| 1962. | 1968. | 1975. | 1982. | 1990. | 1999. | 2011. |
| ----- | ----- | ----- | ----- | ----- | ----- | ----- |
| 107   | 103   | 95    | 89    | 84    | 91    | 111   |

График промене броја становника у току последњих година